# Ярл Мальмгрен
Ярл Едвард Мальмгрен (фін. Jarl Edvard Malmgren; 12 вересня 1908, Каріс, Фінляндія — 5 червня 1942, Погост, Медвеж'єгорський район, Карело-Фінська РСР) — фінський футболіст, який грав на позиції півзахисника. Відомий насамперед за виступами в клубі «ГІФК», у складі якого ставав чотириразовим чемпіоном Фінляндії, та у складі збірної Фінляндії. Загинув у Карелії під час Другої світової війни.

## Біографія
Ярл Мальмгрен розпочав виступи на футбольних полях у 1928 році у складі клубу «ГІФК» із Гельсінкі. У складі команди грав до кінця 1937 року, став у її складі чотириразовим чемпіоном Фінляндії. У 1938—1941 роках грав у складі команди «Вааса ІФК».
У 1928 році Мальмгрен дебютував у складі збірної Фінляндії. У 1936 році футболіст у складі збірної брав участь у літніх Олімпійських іграх 1936 року в Берліні, де був капітаном команди. У складі збірної грав до 1938 року, провів у її складі 31 матч, у яких відзначився 7 забитими м'ячами.
Після початку радянсько-фінської війни у 1941 році Ярл Мальмгрен вступив до фінської армії. Загинув у бою 5 червня 1942 в Медвеж'єгорському районі Карелії.